# Бургтанн
Бургтанн (нім. Burgthann) — громада в Німеччині, розташована в землі Баварія. Підпорядковується адміністративному округу Середня Франконія. Входить до складу району Нюрнбергер-Ланд.
Площа — 39,19 км2. Населення становить 11 504 ос. (станом на 31 грудня 2020).